# Johanna Bormann

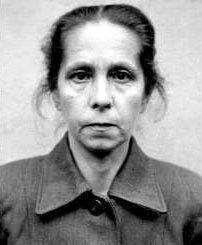
Johanna Bormann (1945)

Johanna Bormann (* 10. September 1893 in Birkenfelde, Ostpreußen; † 13. Dezember 1945 in Hameln) war eine deutsche Aufseherin in verschiedenen Konzentrationslagern und gehörte zum SS-Gefolge.

## Leben
Vor Gericht sagte Bormann 1945 aus, sie sei dem Gefolge der SS – Frauen waren als SS-Mitglied nur im Helferinnenkorps zugelassen – aus finanziellen Gründen beigetreten. Ihre erste Anstellung als Aufseherin erhielt sie 1938 im KZ Lichtenburg in der preußischen Provinz Sachsen, wo sie mit 49 anderen Aufseherinnen unter der Oberaufseherin Jane Bernigau eingesetzt wurde und zunächst im Küchenbereich tätig war. Im Mai 1939 gelangte sie im Zuge der Auflösung des Frauenkonzentrationslagers Lichtenburg in das neu geschaffene KZ Ravensbrück, um dort Arbeitsgruppen von Häftlingen zu beaufsichtigen, unter anderem war sie dort für Küchen- und Außenkommandos zuständig.
Spätestens im Mai 1943 wurde Bormann in das KZ Auschwitz-Birkenau versetzt, wo sie zunächst als Aufseherin eingesetzt war und Margot Drechsel sowie Maria Mandl zu ihren Vorgesetzten gehörten. In weiteren Einsätzen war Bormann in den Landwirtschaftsbetrieben des KZ Auschwitz, dem Wirtschaftshof Babitz, dem Wirtschaftshof Budy sowie Rajsko eingesetzt und überwachte weibliche Häftlingskommandos bei landwirtschaftlichen Tätigkeiten. Sie schlug Häftlinge und hetzte ihren Hund auf sie. Bei den Häftlingen war sie wegen ihrer Grausamkeit gefürchtet, daher wurde sie meist „Wiesel“ oder „Die Frau mit den Hunden“ genannt.
Im August 1944 wurde sie in das Nebenlager Hindenburg O.S. in Schlesien versetzt, wo sie weibliche Häftlinge, die in der Waffenproduktion eingesetzt waren, beaufsichtigte. Im Zuge der Evakuierung des KZ Auschwitz begleitete Bormann im Januar 1945 einen Häftlingstransport über das KZ Groß-Rosen in das KZ Bergen-Belsen, wo sie Mitte Februar 1945 ankam. Im KZ Bergen-Belsen – wie zuvor bereits in Auschwitz-Birkenau – arbeitete sie unter Josef Kramer, Irma Grese und Elisabeth Volkenrath. Sie war verantwortlich für den Schweinestall und beaufsichtigte das dort tätige Arbeitskommando.
Am 15. April 1945 wurde das KZ Bergen-Belsen durch britische Truppen befreit, die dort über 10.000 Tote und etwa 60.000 Überlebende vorfanden. Das SS-Lagerpersonal wurde dazu verpflichtet, alle Leichen abzutransportieren und in Massengräbern zu bestatten. Danach wurde Bormann verhaftet, ins Gefängnis Celle verbracht und durch britische Militärangehörige verhört. Im auf Zeugenaussagen gestützten Bergen-Belsen-Prozess (17. September bis 17. November 1945) wurde sie wegen ihrer in Auschwitz und Bergen-Belsen begangenen Verbrechen angeklagt. Sie gab an, Häftlinge nicht mit Gegenständen geschlagen zu haben; Gummiknüppel habe sie erst bei britischen Soldaten gesehen. Von fünf ehemaligen Häftlingen und einer Mitangeklagten wurde sie beschuldigt, des Öfteren ihren Hund auf hilflose Häftlinge gehetzt zu haben, um so Häftlinge zu verletzen oder zu töten. Die internationale Presse nannte sie daraufhin in der Berichterstattung gerne „The woman with the dog“. Sie behauptete diesbezüglich, dass der Lagerkommandant Friedrich Hartjenstein mit ihrem Hund zwar jagen gegangen sei; die ihr unterstehenden Häftlinge hätten mit dem Tier jedoch gespielt.
Bormann, die zu Beginn der Verhandlung auf „nicht schuldig“ plädiert hatte, wurde am 17. November 1945 schuldig gesprochen und zum Tod durch den Strang verurteilt. Der britische Henker Albert Pierrepoint vollstreckte das Urteil am 13. Dezember 1945 im Zuchthaus Hameln, ihr Todeszeitpunkt wurde auf 10.38 Uhr datiert. Am selben Tag wurden unter anderem auch Irma Grese und Elisabeth Volkenrath hingerichtet.